# Pitaia

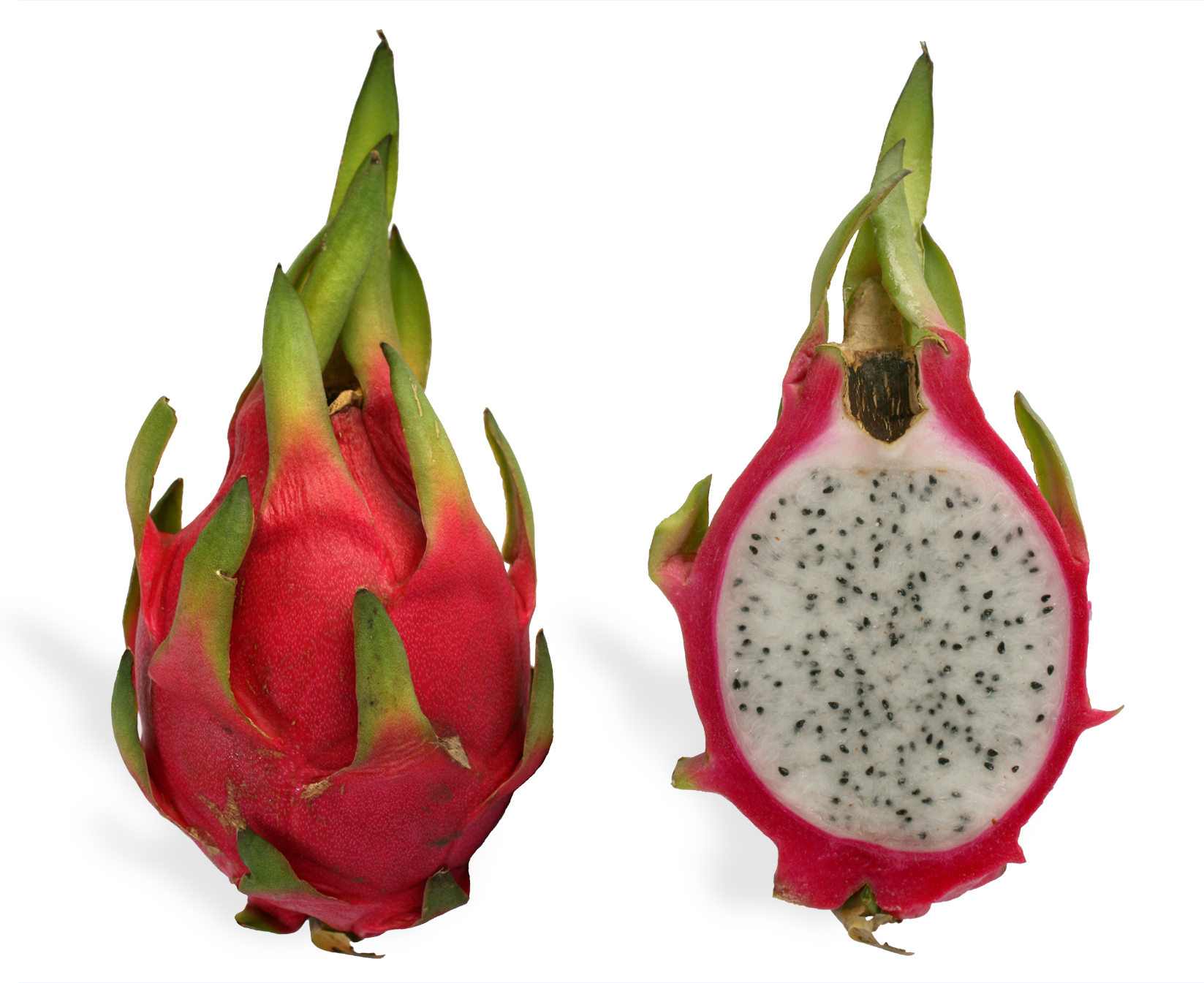
Fruits d'Hylocereus undatus

La pitaia, pitahaia o fruita del drac és el fruit tropical de la planta Hylocereus undatus, una espècie de cactus. Es fa servir com a planta enfiladissa ornamental i pel seu fruit comestible. És originària del continent Americà.

## Descripció

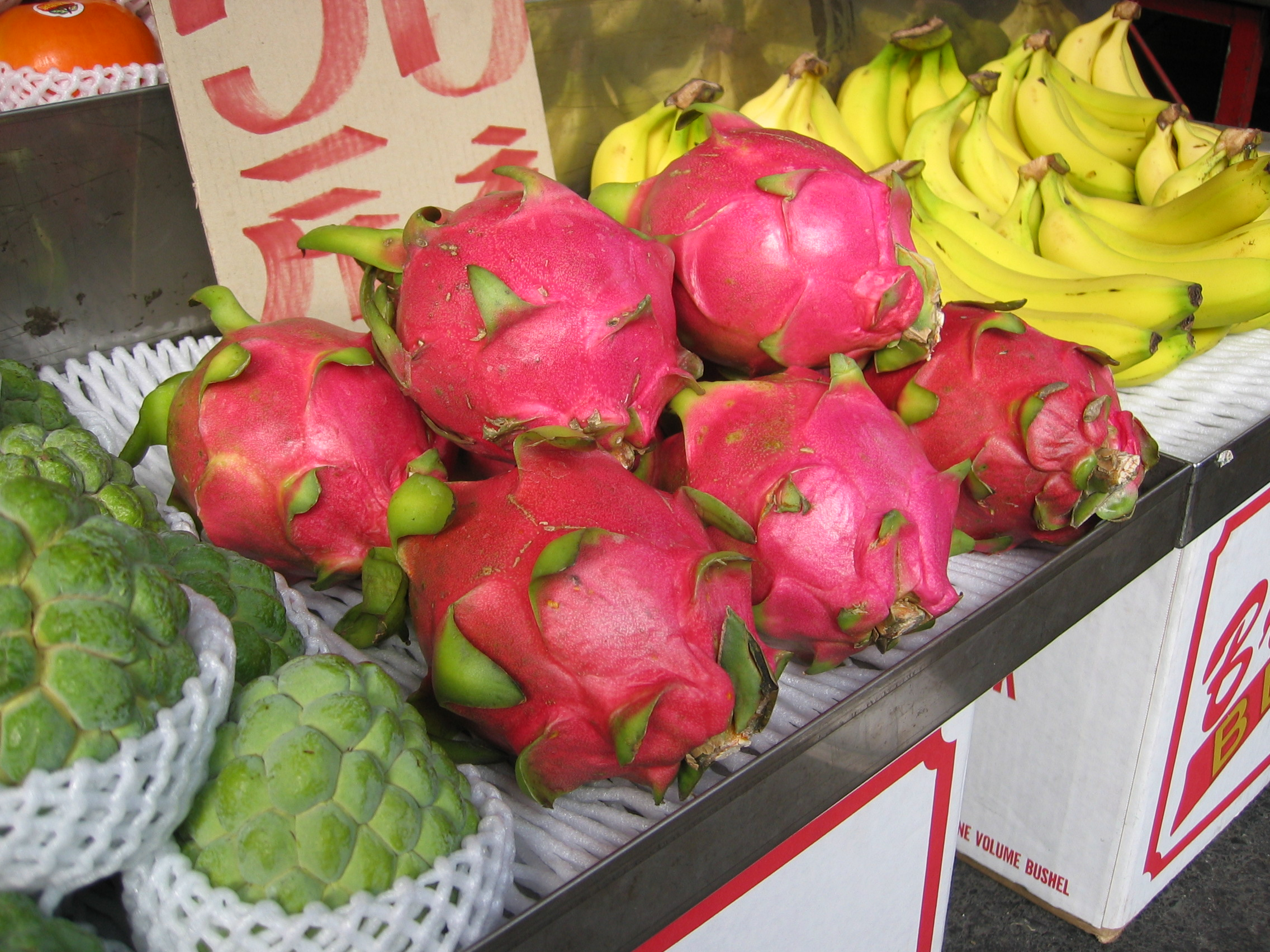
La pitaia en un mercat de Taiwan

Les tiges són ascendents o s'estenen per terra, fan moltes branques, amb espines. Les flors fan de 25 a 30 cm de llargada i són oloroses, de color verdós, grogues o blanquinoses. Els fruits són oblongs a ovoides de 6–12 cm de llarg i 4–9 cm de gruix, vermells i de polpa blanca. Les llavors són molt petites i negres.
És un xeròfit de creixement ràpid epífit de conreu fàcil. El conreu necessita molt d'humus i prou humitat a l'estiu. A l'hivern les temperatures no han de baixar dels 10 °C. Pot créixer a mitja ombra o a ple sol. Floreix a l'estiu o la tardor.